# (200055) 2008 PO9
(200055) 2008 PO9 es un asteroide perteneciente al cinturón de asteroides, descubierto el 8 de agosto de 2008 por el equipo del Observatorio Astronómico de Mallorca desde el Observatorio Astronómico de La Sagra, Puebla de Don Fadrique (Granada), España.

## Designación y nombre
Designado provisionalmente como 2008 PO9.

## Características orbitales
2008 PO9 está situado a una distancia media del Sol de 2,412 ua, pudiendo alejarse hasta 2,979 ua y acercarse hasta 1,845 ua. Su excentricidad es 0,234 y la inclinación orbital 5,483 grados. Emplea 1368,84 días en completar una órbita alrededor del Sol.

## Características físicas
La magnitud absoluta de 2008 PO9 es 16,1.